# Michael Bunting
Michael Bunting, född 17 september 1995 i Scarborough i Ontario, är en kanadensisk professionell ishockeyforward som spelar för Toronto Maple Leafs i National Hockey League (NHL). Han har tidigare spelat för Arizona Coyotes i NHL; Springfield Falcons och Tucson Roadrunners i American Hockey League (AHL); Rapid City Rush i ECHL samt Sault Ste. Marie Greyhounds i Ontario Hockey League (OHL).
Bunting draftades av Phoenix Coyotes i fjärde rundan i 2014 års draft som 117:e spelare totalt.

## Statistik
| 2012–2013  | Don Mills Flyers            | GTHL       | 28  | 27 | 12  | 39  | 44  | —  | —  | — | —  | —  |
| 2013–2014  | Sault Ste. Marie Greyhounds | OHL        | 48  | 15 | 27  | 42  | 34  | 9  | 5  | 1 | 6  | 4  |
| 2014–2015  | Sault Ste. Marie Greyhounds | OHL        | 57  | 37 | 37  | 74  | 39  | 14 | 9  | 5 | 14 | 10 |
| 2015–2016  | Springfield Falcons         | AHL        | 63  | 11 | 14  | 25  | 41  | —  | —  | — | —  | —  |
|            | Rapid City Rush             | ECHL       | 7   | 2  | 0   | 2   | 4   | —  | —  | — | —  | —  |
| 2016–2017  | Tucson Roadrunners          | AHL        | 67  | 13 | 15  | 28  | 52  | —  | —  | — | —  | —  |
| 2017–2018  | Tucson Roadrunners          | AHL        | 67  | 23 | 20  | 43  | 45  | 9  | 3  | 1 | 4  | 27 |
| 2018–2019  | Arizona Coyotes             | NHL        | 5   | 1  | 0   | 1   | 2   | —  | —  | — | —  | —  |
|            | Tucson Roadrunners          | AHL        | 52  | 19 | 22  | 41  | 84  | —  | —  | — | —  | —  |
| 2019–2020  | Tucson Roadrunners          | AHL        | 58  | 12 | 37  | 49  | 49  | —  | —  | — | —  | —  |
| 2020–2021  | Arizona Coyotes             | NHL        | 21  | 10 | 3   | 13  | 12  | —  | —  | — | —  | —  |
|            | Tucson Roadrunners          | AHL        | 16  | 7  | 12  | 19  | 14  | —  | —  | — | —  | —  |
| 2021–2022  | Toronto Maple Leafs         | NHL        | 79  | 23 | 40  | 63  | 80  | 6  | 1  | 2 | 3  | 4  |
| NHL totalt | NHL totalt                  | NHL totalt | 105 | 34 | 43  | 77  | 94  | 6  | 1  | 2 | 3  | 4  |
| AHL totalt | AHL totalt                  | AHL totalt | 323 | 85 | 120 | 205 | 285 | 9  | 3  | 1 | 4  | 27 |
| OHL totalt | OHL totalt                  | OHL totalt | 105 | 52 | 64  | 116 | 73  | 23 | 14 | 6 | 20 | 14 |

### Internationellt
| Källa: Uppdaterad: 2022-05-16 | Källa: Uppdaterad: 2022-05-16 | Källa: Uppdaterad: 2022-05-16 |         | Utv = Utvisningsminuter | Utv = Utvisningsminuter | Utv = Utvisningsminuter | Utv = Utvisningsminuter | Utv = Utvisningsminuter |
| År                            | Lag                           | Mästerskap                    | Matcher | Mål                     | Assists                 | Poäng                   | Utv                     |                         |
| ----------------------------- | ----------------------------- | ----------------------------- | ------- | ----------------------- | ----------------------- | ----------------------- | ----------------------- | ----------------------- |
| 2021                          | Kanada                        | VM                            | 10      | 0                       | 0                       | 0                       | 6                       |                         |
| Senior totalt                 | Senior totalt                 | Senior totalt                 | 10      | 0                       | 0                       | 0                       | 6                       |                         |